# 15ª Brigata operativa "Eroe dell'Ucraina tenente Bohdan Zavada"
La Brigata "Kara-Dag" (in ucraino Бригада «Кара-Даг»?, Bryhada «Kara-Dah»), ufficialmente nota come 15ª Brigata operativa "Eroe dell'Ucraina tenente Bohdan Zavada" (in ucraino 15-та бригада оперативного призначення імені Героя України лейтенанта Богдана Завади?, 15-ta bryhada operatyvnoho pryznačennja imeni Heroja Ukraїny lejtenanta Bohdana Zavady, unità militare 3029), è un'unità di fanteria meccanizzata della Guardia nazionale dell'Ucraina con base a Zaporižžja.

## Storia
Le origini dell'unità risalgono al 9º Reggimento operazioni speciali "Ghepardo" (in ucraino 9-й полк спеціального призначення «Гепард»?, 9-j polk special'noho pryznačennja «Hepard»), fondato nel 1994 alle dipendenze delle Truppe Interne del Ministero degli affari interni.
Nel 2014, in seguito all'occupazione russa della Crimea e allo scoppio della guerra del Donbass, il reggimento è stato riorganizzato in seno alla Guardia nazionale come 9º Reggimento operativo ed è stato immediatamente impiegato in battaglia nell'Ucraina orientale.
Il 25 marzo 2020 l'unità è stata ufficialmente intitolata al tenente Bohdan Zavada, militare del reggimento insignito postumo del titolo di Eroe dell'Ucraina, caduto in combattimento contro le truppe separatiste filorusse presso Mar"ïnka il 16 luglio 2014.
A partire dal 24 febbraio 2022, con l'inizio dell'invasione russa dell'Ucraina, il reggimento ha preso parte alla difesa di Melitopol', Tokmak e Orichiv, ritirandosi gradualmente verso l'interno della regione di Zaporižžja. Nei mesi successivi è rimasto schierato nella regione, in particolare lungo la costa orientale del Dnepr a sud di Zaporižžja. Il 27 ottobre è stato insignito del titolo onorifico "Per il Valore e il Coraggio" da parte del presidente ucraino Volodymyr Zelens'kyj. L'unità è rimasta dispiegata nell'area anche nel corso del 2023, successivamente alla sua trasformazione in brigata.
Il 4 febbraio 2023 il Ministero degli affari interni ha annunciato la creazione di 8 nuove brigate a partire da unità esistenti della Guardia Nazionale, della Polizia per operazioni speciali e della Guardia di Frontiera, tramite un programma chiamato Guardia Offensiva. Il reggimento è stato interessato dal progetto, venendo espanso al rango di brigata, ribattezzata "Kara-Dag" in onore dell'omonimo monte della Crimea.
La brigata è stata impiegata alla fine di luglio, insieme alla 12ª Brigata "Azov", nel corso della controffensiva ucraina nell'area a sud di Orichiv, assaltando le posizioni del 70º Reggimento della 42ª Divisione fucilieri motorizzata delle guardie. Alla fine di settembre è stata impiegata nuovamente in prima linea, venendo immessa nel saliente di Robotyne con la 71ª Brigata cacciatori e la 116ª Brigata meccanizzata. A febbraio 2024 si trovava ancora schierata nel settore, dove ha contribuito alla difesa del fronte a sud-est di Robotyne. Il 25 marzo il comandante della brigata, colonnello Dmytro Vlasenko, ha ricevuto il titolo di Eroe dell'Ucraina, la più alta onorificenza del paese.
Ad agosto la brigata è stata trasferita nel settore di Pokrovs'k, principale obiettivo dell'offensiva estiva russa. All'inizio di settembre ha effettuato alcuni contrattacchi locali nell'area di Novohrodivka, riuscendo a stabilizzare la situazione e rallentare l'avanzata russa. Nelle settimane successive ha difeso con successo la cittadina di Selydove, supportata sul fianco sud dalla 117ª Brigata meccanizzata. Durante il mese di ottobre ha respinto numerosi assalti delle forze russe, fra cui la 27ª Divisione fucilieri motorizzata, infliggendo gravi perdite ai reparti avversari. Tuttavia alla fine del mese, in seguito alla caduta del villaggio di Vyšneve a est della città, la posizione nel centro abitato è diventata insostenibile e la brigata si è gradualmente ritirata fra il 25 e il 27 ottobre.
Il 15 aprile 2025 è stato reso noto che, in seguito alla riforma delle Forze armate ucraine che ha portato alla creazione dei comandi intermedi di corpo d'armata, la Brigata "Azov", la Brigata "Burevyj", la Brigata "Červona Kalyna", la Brigata "Kara-Dag" e la Brigata "Ljubart" sono state incluse nel nuovo 1º Corpo d'armata "Azov" della Guardia Nazionale, costituito sulla base dell'omonima brigata.

## Struttura
- Comando di brigata[22]
- 1º Battaglione operativo
- 2º Battaglione operativo
- 3º Battaglione operativo
- 4º Battaglione operativo
- 5º Battaglione operativo
- 6º Battaglione operativo
- Battaglione sistemi senza pilota "Fantasmi di Chortycja"
- Compagnia corazzata (T-64BV)
- Battaglione artiglieria (2S1 Gvozdika)
- Battaglione missilistico contraerei
- Battaglione supporto
- Compagnia ricognizione

## Comandanti
- Colonnello Oleksandr Chomenko (giugno 2014- novembre 2018)[23]
- Colonnello Andrij Bjeljajev (novembre 2018 - luglio 2021)[24]
- Colonnello Serhij Serdjuk (luglio 2021 - gennaio 2023)[25]
- Colonnello Dmytro Vlasenko (gennaio 2023 - luglio 2024)[26]
- Colonnello Ivan Bondarenko (luglio 2024 - dicembre 2024)[27]
- Tenente colonnello Denys Malyš (dicembre 2024 - gennaio 2025)[28] ad interim
- Tenente colonnello Oleksandr Bukatar (gennaio 2025 - in carica)[29]